# Tammy Rogers
Tammy Rogers, ameriška pevka country glasbe, tekstopiska in glasbenica, * 1966, Tennessee, ZDA.
Tammy Rogers je v karieri izdala tri albume pri založbi Dead Reckoning Records (ki jo je ustanovila skupaj s Kieranom Kanom), poleg tega dela kot studijska glasbenica, primarno na goslih, violini in violi. Napisala je tudi single za Terri Clark.

## Življenje
Čeprav se je rodila v Tennesseeju leta 1966, so jo vzgojili v Irvingu.  Diplomirala je na univerzi Southern Methodist in se nato pridružila skupini Patty Loveless kot podporni vokal, nato je postala podporni vokal Trishe Yearwood. 
Rogerseva je nato sredi 90. let začela delati po projektih, sodelovala je z glasbeniki kova Kierana Kana (predhodno člana skupine The O'Kanes). Kane in Rogersova sta skupaj s Harryjem Stinsonom in Kevinom Welchom leta 1995 ustanovila glasbeno založbo Dead Reckoning Records.  Svoj prvi album z naslovom "In the Red" je izdala istega leta, leta 1996 je izdala album s svojim imenom in album "Speed of Love" ("Hitrost ljubezni") leta 1999. Ona in Dean Miller sta spisala single "A Little Gasoline" ("Malo bencina") za Terri Clark iz leta 2000. 

## Glasbeni slogi in kritike
Njen prvi album je prejel štiri zvezdice s strani kritika Richarda Fossa, ki je dejal, da je vsebovala vplive country in bluegrass glasbe z "razveseljivimi obrati".  Njen drugi album, ki ga je poimenovala kar po sebi, je prav tako prejel ugodne ocene. Kritik časnika Country Standard Time Norm Rosenfield je album Tammy Rogers prav tako opisal z naklonjenostjo, njegova ocena je predvsem poudarila mnoge goste glasbenike in izrazite vplive bluegrassa.  Tony Scherman iz časnika Entertainment Weekly je albumu dodelil oceno B+ rekoč, da je Rogersova zvenela kot "manj nebeška Alison Krauss". Dan Williams, kritik za časnik Country Standard Time, je Rogersovo tudi primerjal s Kraussovo v svoji oceni albuma The Speed of Love. V svoji kritiki je izrazil, da je zvenela kot Kraussina "starejša sestra, manj naklonjena tradiciji", in da je njen "boleče sladek sopran" tudi šibkejše skladbe napravil "zmožne stalnega poslušanja". 

## Diskografija
| Leto | Naslov        |
| ---- | ------------- |
| 1995 | In the Red    |
| 1996 | Tammy Rogers  |
| 1999 | Speed of Love |